# Юферов, Андрей Петрович
Андрей Петрович Юферов (1907, Уфимская губерния — 29 июня 1938, Барнаул) — учитель, преподаватель, в 1930-е годы принимал участие в создании системы среднего и высшего образования на Алтае.

## Биография
С 1 сентября 1933 по 1938 г. возглавлял кафедру основ марксизма-ленинизма Барнаульского учительского института, преподавал курс философии, истории партии, дисциплины социально-экономического цикла. Одновременно в 1935—1938 гг. — директор Барнаульского учительского института.
4 ноября 1937 года арестован. 29 июня 1938 Военной коллегией Верховного суда СССР по ст. 58-2, 8, 11 Уголовного кодекса РСФСР приговорён к высшей мере наказания и в тот же день расстрелян в Барнауле.
6 октября 1956 г. Верховным судом СССР реабилитирован за отсутствием состава преступления.

### Семья
Брат — Борис (25.7.1911 — ?).
Жена — Мария Николаевна (1909—1985). Дети:
- Вячеслав (род. 1936)
- Маргарита (23.8.1932 — 28.11.2007)[6]